# Znamy tę piosenkę
Znamy tę piosenkę (fr. On connaît la chanson) – francusko-szwajcarsko-brytyjski film z 1997 roku w reżyserii Alaina Resnais.

## Fabuła
Odile (Sabine Azéma) po latach przyjmuje u siebie Nicolasa, dawnego przyjaciela (Jean-Pierre Bacri), z którym około ośmiu lat wstecz coś ją prawdopodobnie łączyło. Oboje mają teraz ułożone życie i oboje pozostają w związkach małżeńskich (mężem Odile jest Claude grany przez Pierre’a Arditiego). Podczas kolacji pomiędzy dawnymi przyjaciółmi dochodzi do dyskretnego flirtu. Jednocześnie Nicolas poprosił Odile, by zatrudniła jego brata, na co ta zgodziła się, mimo że już wcześniej obiecała posadę komuś innemu. Gdy Claude wypomniał jej ten fakt, Odile wybuchła oburzeniem, stwierdzając, że nie mogła odmówić staremu przyjacielowi. Był to punkt wyjścia do uwikłania się przez nią w sieć kłamstw i konfliktów z własnym sumieniem, podważania etyki małżeńskiej i zawodowej. Z drugiej strony Claude nie jest postacią kryształową, gdyż sam zdradza Odile, co reżyser zaznacza bardzo dyskretnie i niejednoznacznie.
Inne postacie filmu również cechuje nieszczerość, co do różnych aspektów życia prywatnego i zawodowego. Camille (Agnès Jaoui), siostra Odile, uwikłana jest w związek z Markiem (Lambert Wilson), będącym "moralną kreaturą", jednocześnie poznając wymarzonego z jej punktu widzenia Simona (André Dussollier). Podejście Camilli do miłości ma w pewnym sensie charakter średniowieczny, ponieważ jest ona pracownikiem naukowym, badaczką tej epoki, która broni właśnie pracy doktorskiej na temat osadnictwa nad jeziorem w Paladru. Jej mentalność żywi magiczne zaufanie do dwóch wstępnych etapów miłości: spojrzeń i rozmów, którymi z kolei gardzi Mark, nie przepadający za głębokimi dysputami, będący czysto fizycznym kobieciarzem.

## Charakterystyka
Reżyser ukazał w filmie świat w stanie głębokiego kryzysu i upadku idei. Mimo że obraz jest komedią muzyczną, to wnikliwsze spojrzenie na relacje między bohaterami wskazuje na jego drugie dno: obraz egoizmu i kłamstwa. Jedni kłamią, drudzy ulegają kłamstwom, a buntownicy przeciwko temu stanowi rzeczy wikłają się w jeszcze większe kłamstwa. Resnais przedstawia pesymistyczną i beznadziejną wizję świata upadających idei i nieuniknionego cierpienia. Nie jest tego w stanie przyćmić nawet pozorny happy end: po bolesnych uniesieniach Camille obejmuje Simona, Claude pozostaje z Odile, Nicolas postanawia wrócić do żony, a jedynie zepsuty do cna Mark pozostaje samotny. Związki te są emanacją wierności, zarówno małżeńskiej, jak i idealistycznej, co pozwala żywić nadzieję, że są najlepszymi z możliwych. Na właściwą drogę naprowadzają bohaterów problemy ze zdrowiem pojawiające się w momencie odchodzenia od moralnych rozwiązań. Leki nie pomagają, ale okazuje się, że najlepszym rozwiązaniem jest rozsądne i harmonijne życie.
Dzieło realizuje postulat Gilberta Keitha Chestertona: zamiast ujawniać kody kulturowe, używa ich do ujawniania prawd o świecie.
Konwencja filmu jest nietypowa i polega na wplataniu w dialogi fragmentów znanych piosenek francuskich, przy zachowaniu ich autonomiczności. Teksty piosenek został perfekcyjnie dopasowane do sytuacji fabularnych.

## Nagrody
Obraz ten uhonorowano we Francji siedmioma Cezarami: za najlepszy film (Alain Resnais), dla aktora (André Dussollier), aktora drugoplanowego (Jean-Pierre Bacri), aktorki drugoplanowej (Agnès Jaoui), za scenariusz (Agnès Jaoui, Jean-Pierre Bacri), montaż (Hervé de Luze) i dźwięk (Jean-Pierre Laforce, Michel Klochendler, Pierre Lenoir). Film zdobył też Nagrodę Louisa Delluca.

## Obsada
- Pierre Arditi – Claude
- Sabine Azéma – Odile Lalande
- Jean-Pierre Bacri – Nicolas
- André Dussollier – Simon
- Agnès Jaoui – Camille Lalande
- Lambert Wilson – Marc Duveyrier
- Jane Birkin – Jane
- Jean-Paul Roussillon – Ojciec
- Nelly Borgeaud – Lekarka
- Götz Burger – Von Choltitz
- Jean-Pierre Darroussin – Młodzieniec z czekiem
- Charlotte Kady – Klientka w restauracji
- Jacques Mauclair – Lekarz
- Pierre Mayrand – Właściciel kawiarni
- Claire Nadeau – Gość